# 張昌祺
張昌祺（？—？），浙江仁和人，清朝政治人物。
乾隆二十九年，擔任廣東廣州府永安縣知縣（現紫金縣知縣）。后由安茂達接任。